# 供御人
供御人（くごにん、くごんちゅ）とは、日本中世において、朝廷に属し天皇・皇族などに山海の特産物などの食料や各種手工芸品などを貢納した集団である。後に、貢納する物品の独占販売権を取得し、座に属する商人と同様の活動を行った。禁裏供御人とも。

## 略歴・概要
古代においては、天皇・朝廷に海水産物を中心とした御食料（穀類以外の副食物）を贄（にえ）として貢ぐ慣習があり、律令制のもとにおいても租庸調などの税とは別に、贄の納付が定められていたと考えられている。
これらを貢納する贄人を初めとする非農業民は、従来「無主」にして「公私共利」の地とされた山野河海の利用により生業をたてていたが、8世紀以降の律令制の解体、荘園公領制の成立とともに、荘園領主による制約を受けるようになってきた。11世紀以降、非農業民は有力寺社などに生産物を貢納することを理由に、これらに隷属する神人となっていたが、後三条天皇親政下において、内廷経済を充実させるべく山野河海に設定されていた御厨を直轄化するという政策がとられると、蔵人所とその下部組織である御厨所の所管となった御厨の住民が供御人と呼ばれるようになった。更に、保元元年（1156年）の「保元新制」において神人・供御人制が確立したと見られている。

## 特徴
彼らは、貢納物の原料採取・作業・交易をする場を求めて移動・遍歴することを必要としていたため、関銭・津料などの交通税を免除され、自由に諸国を往来できる権利を得ることとなった。また、聖なる存在として国役の免除、給免田の付与なども獲得した。
天皇家の御厨は畿内近国に限られており、特権を獲得した供御人やその統括者は渡辺党がその典型であるように西日本における武士の淵源となったとする見解もある。その一方で炭供御人、氷室供御人など様々な手工芸品を扱ったため、貢納物を超える生産物は諸国往来権を持つ彼ら自身により流通経路に載せられ、商人としての活動も行っていたと見られている。
南北朝時代以降は、貢納品の独占販売権を取得し座と同様の活動を行ったが、その特権の源泉であった天皇家の権威喪失とともに聖性を失い、一部には大商人として成功する者が出た反面、被差別民の起源のひとつともなったとする見解もある（「部落の起源論争」参照）。
やがて戦国時代に入ると、戦国大名らによる大名領国制のもと楽市・楽座などの経済政策が執られ始めると、供御人は急速に減少した。

## おもな一覧
おもな供御人の一覧である。
- 小野山供御人 - 山城国葛野郡小野山（現在の京都市北区小野）
- 粟津橋本供御人 - 近江国滋賀郡粟津・栗太郡橋本（現在の滋賀県大津市粟津町、同市瀬田橋本町）
- 菅浦供御人 - 近江国浅井郡菅浦（現在の滋賀県長浜市西浅井町菅浦）
- 今宮神人（今宮供御人） - 摂津国今宮浜（現在の大阪市浪速区戎本町）
- 大山崎油神人 - 石清水八幡宮所属、山城国乙訓郡大山崎（現在の京都府乙訓郡大山崎町）

- 精進供御人 - 精進食材を貢納
  - 黄瓜供御人 - キュウリを貢納
  - 蓮根供御人 - レンコンを貢納
  - 竹子供御人 - タケノコを貢納
  - 唐納豆供御人 - 唐納豆（寺納豆）を貢納
  - 蒟蒻供御人 - コンニャクを貢納
  - 唐粉供御人 - 唐粉（麩）を貢納
  - 索麵供御人 - 索麵（素麺）を貢納
  - 栗供御人 - 栗（クリ）を貢納
- 地黄煎売 - 地黄煎の供御人
- 灯炉供御人 - 蔵人所所属、灯炉を貢納
- 御櫛生供御人 - 和泉国日根郡近木郷（のちの北近義村・南近義村一帯。現在の大阪府貝塚市澤など）、櫛を貢納
- 薁供御人 - 近江国蒲生郡奥島（現在の滋賀県近江八幡市津田町）、薁（ムベ）を貢納
- 竹供御人 - 山城国紀伊郡深草（現在の京都市伏見区深草）、宇治郡木幡（現在の京都府宇治市木幡）